# Henri Durand (homme politique)
Pour les articles homonymes, voir Henri Durand.
Henri Durand, né le 14 décembre 1919 à Rousset-les-Vignes (Drôme) et mort le 30 mars 2010 à Bourg-de-Péage (Drôme), est un homme politique français.

## Biographie
Son premier mandat débute en 1949, comme conseiller général de Bourg-de-Péage, avant d'être élu maire de Bourg-de-Péage, en 1953. En 1959 il entre, avec difficulté, à l'Assemblée nationale, dans le groupe des Indépendants et paysans d'action sociale. Son élection du 5 janvier 1959 est annulée, avant qu'il ne soit réélu le 1er mars 1959.